# Junte de gouvernement (Salvador)

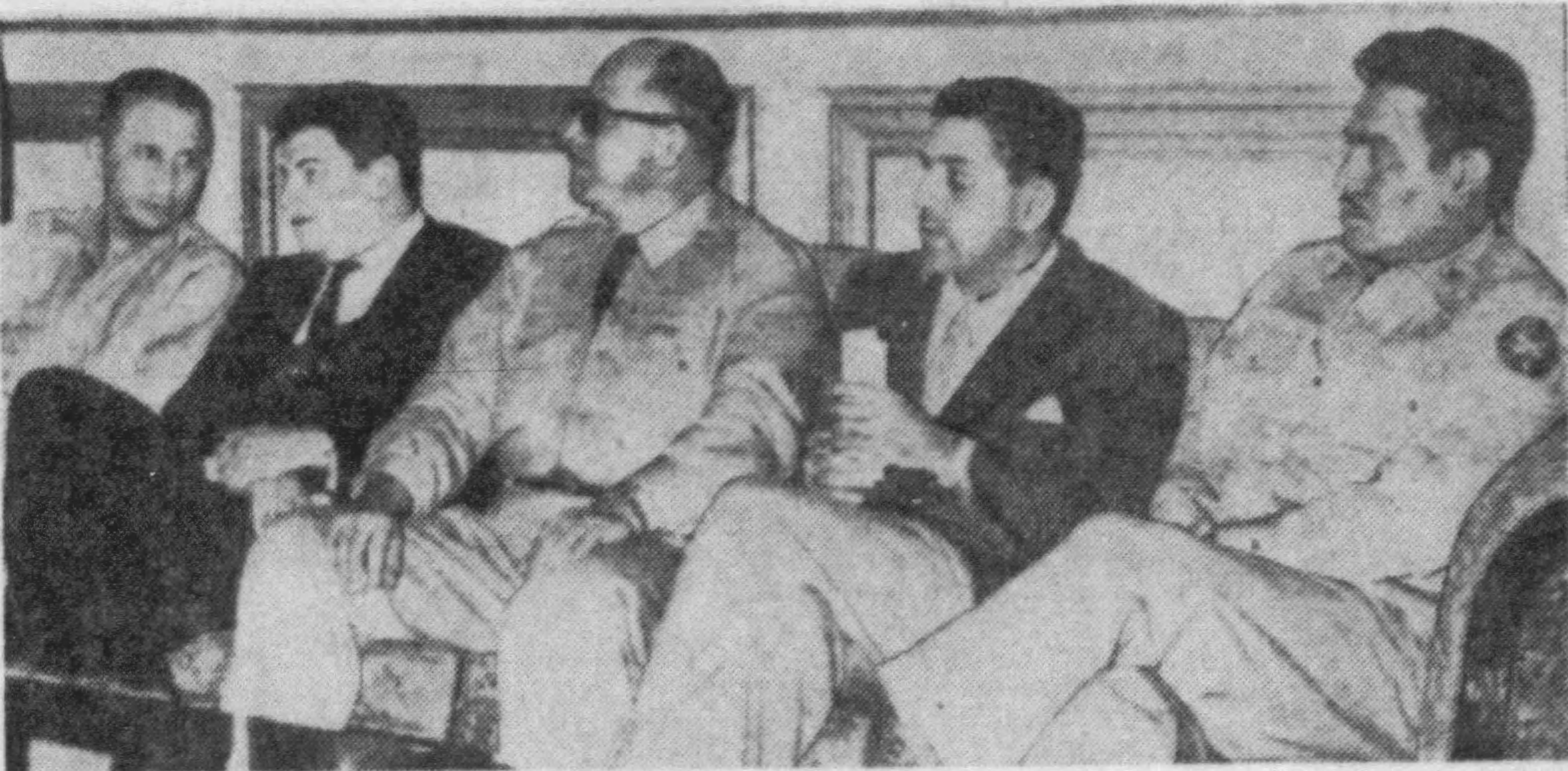
Membres de la junte gouvernementale d'El Salvador en 1960. De gauche à droite, le colonel. César Yanes Urias; Dr. Ricardo Falla Cáceres ; Lieutenant Col. Miguel Ángel Castillo Dr. René Fortin Magana; Capitaine Rubén Alonso Rosales

La Junte de gouvernement est une institution collégiale qui assure la gouvernance de la République du Salvador après le renversement du président José María Lemus ; elle gouverne le pays de sa formation le 26 octobre 1960 jusqu'à sa destitution, le 25 janvier 1961.

## Histoire
En 1960, le président José María Lemus est renversé. Le 26 octobre, trois civils et trois militaires assument le pouvoir, formant la Junte de gouvernement .
Les membres de la Junte de gouvernement sont :
- Ricardo Falla Cáceres, avocat
- Rene Fortín Magaña, avocat
- Fabio Castillo Figueroa, médecin
- César Yanes Urías, militaire
- Miguel Ángel Castillo, militaire
- Rubén Alonso Rosales, militaire

L'intention déclarée de cette junte est de faire respecter la Constitution de 1950 par le biais d'élections présidentielles « authentiques » La junte a gouverné le Salvador du 26 octobre 1960 jusqu'à son renversement par un groupe de soldats dirigé par le colonel Aníbal Portillo, qui a formé le directoire civilo-militaire. 
Le 25 janvier 1961, la junte gouvernementale est donc renversée deux jours avant son travail sur une nouvelle loi électorale produite par le congrès de neuf partis politiques : le parti social-démocrate (PSD), le parti révolutionnaire April y Mayo (PRAM), le Parti de l'action pour la rénovation (PAR), le Parti de l'action nationale (PAN), le Parti constitutionnel authentique (PAC), le Parti révolutionnaire démocratique (PRD), le Parti unioniste centre-américain (PUCA), le Parti démocrate chrétien (PDC) et le Parti d'action démocratique (PAD). 
À la suite du coup d'État du 25 janvier 1961, René Fortín Magaña et Ricardo Falla Cáceres sont exilés et les quatre autres membres de la junte sont arrêtés. Rubén Alonso Rosales est aussi exilé par la suite. L'ancien président Osorio, membre du PSD, est également exilé, accusé d'avoir organisé le coup. Le congrès préélectoral est également dissout.